# Paramonacanthus cryptodon
Paramonacanthus cryptodon es una especie de peces de la familia Monacanthidae en el orden de los Tetraodontiformes.

## Morfología
- Los machos pueden llegar alcanzar los 7 cm de longitud total.[1][2]

## Hábitat
Es un pez de mar de clima tropical y asociado a los  arrecifes de coral.

## Distribución geográfica
Se encuentra desde Tailandia hasta Sulawesi y Filipinas.

## Observaciones
Es inofensivo para los humanos.